# (500) Selinur
(500) Selinur ist ein Asteroid des Hauptgürtels, der am 16. Januar 1903 vom deutschen Astronomen Max Wolf in Heidelberg entdeckt wurde. 
Der Asteroid ist nach einer Figur aus dem Roman Auch Einer von Friedrich Theodor Vischer benannt.

## Trivia
Der Name des Asteroiden wurde 1945 verwendet für die Taufe des US-amerikanischen Angriffsfrachtschiffs (Attack Cargo Ship) der Artemis-Klasse USS Selinur (AKA-41).